# Стриговець
Стриговець (словац. Strihovce) — село в Словаччині, Снинському окрузі Пряшівського краю. Розташоване в східній частині Словаччини, на кордоні з Україною.

## Географія
Протікають Ровний потік і Савков потік.

## Історія
Давнє лемківське село. Вперше згадується у 1323 році.
В селі є греко-католицька церква св. Ілії з 1932 р.

## Населення
| Рік:            | 1994. | 2004.    | 2014.   | 2024.    |
| --------------- | ----- | -------- | ------- | -------- |
| Кількість осіб: | 228   | 175      | 159     | 119      |
| Різниця:        |       | -23,24 % | -9,14 % | -25,15 % |

| Рік:            | 2023. | 2024.   |
| --------------- | ----- | ------- |
| Кількість осіб: | 123   | 119     |
| Різниця:        |       | -3,25 % |

В селі проживає 166 осіб.
Національний склад населення (за даними останнього перепису населення — 2001 року):
- словаки — 87,76 %
- русини — 8,67 %
- українці — 3,57 %

Склад населення за приналежністю до релігії станом на 2001 рік:
- греко-католики — 97,45 %,
- православні — 2,04 %,
- римо-католики — 0,51 %.